# Derby del cuore
Il Derby del cuore, nato nel 1990 a Roma, è una manifestazione a scopo benefico in cui attori e cantanti, nonché tifosi e simpatizzanti di varie squadre di calcio (tra cui Roma, Lazio, Milan e Inter) giocano partite con i colori della propria squadra del cuore.
Finora sono state realizzate 20 edizioni a Roma allo Stadio Olimpico e 10 edizioni a Milano nello stadio Meazza più altre in altri stadi italiani ed a Monaco.
Le manifestazioni sono state organizzate e prodotte da Giancarlo Salvatori ed il suo socio con la diretta televisiva di Canale 5, Italia 1, Rai3, Rai2, Sky Sport 1.

## Storia
L'idea per una partita di solidarietà venne a Salvatori quando, durante gli allenamenti settimanali della Nazionale Attori, l'allenatore, per formare le due squadre e non scontentare nessuno, ricorreva anche al sorteggio “pari e dispari” che dava l'opportunità al vincitore di scegliersi i compagni di squadra. Un giorno, principalmente per gli "sfottò" del tipo “...non sei capace perché sei della Lazio..." (e viceversa), Giancarlo Salvatori e il suo socio, responsabili della Nazionale Italiana Attori, ebbero l'idea di fare in un allenamento la suddivisione in base alla "fede" calcistica dei singoli personaggi: Romanisti da una parte e Laziali dall'altra. Fu partita vera e si notò immediatamente un maggior interesse anche tra i pochi curiosi intorno al campo del CONI.
In occasione di un incontro di calcio per beneficenza in programma allo stadio Flaminio di Roma con la collaborazione dell'Ospedale Fatebenefratelli di Villa San Pietro sulla via Cassia, il cui incasso doveva servire per costruire l'"Unità di Terapia Intensiva Coronarica" presso lo stesso Ospedale, Salvatori e il socio pensarono di provare ad effettuare il Derby del cuore (la motivazione imponeva tale titolo) tra attori e cantanti tifosi e simpatizzanti della Roma e della Lazio.
Fu un grande successo di pubblico con 16.000 spettatori paganti e L. 150.000.000 di incasso che hanno contribuito alla realizzazione dell'U.T.I.C.
Da quel momento il derby diventa un appuntamento annuale. Il quarto si gioca allo Stadio Olimpico di Roma e Mediaset lo trasmette su Canale 5: l'incasso è di circa 800.000.000 di lire e vede circa 60.000 persone. L'evento si ripete puntualmente e, alla settima edizione, raggiunge il record di 83.000 presenze per un incasso di 1.260.000.000 di lire tanto da indurre il Corriere dello Sport a titolare la prima pagina “Olimpico del Cuore”. Giancarlo Salvatori ripete il successo anche al San Paolo di Napoli, allo Stadio Louis II del Principato di Monaco e a Genova allo Stadio Luigi Ferraris.
In totale sono stati distribuiti in beneficenza €. 7.084.620,00 (L.13.717.737.167) e sono stati presenti negli stadi 1.070.200 spettatori.
Il totale degli incassi dei biglietti sono stati sempre tutti rigorosamente devoluti al 100% in beneficenza, e consegnati edizione per edizione agli Enti beneficiari in conferenza stampa.